# حبیب‌الله خان مراد
حبیب‌الله مراد (۱۲۸۵ در کرمانشاه - ۱۳ خرداد ۱۳۵۷ در تهران) از نخستین بازیگران و پیشگامان هنرپیشگی در سینمای ایران بود که با ایفای نقش حاجی آقا در تنها فیلم صامت به جا مانده از تاریخ فیلم سینمای ایران حاجی آقا آکتور سینما، توانست دید جامعه سنتی روزگار خود را نسبت به این پدیده نو ظهور و حرفه بازیگری که در آن زمان در نزد عموم وجهه قابل قبولی نداشت به سمت و سوی مثبتی هدایت نماید.

## زندگی
وی در سال ۱۲۸۵ خورشیدی در کرمانشاه متولد شد. تا سن چهارده سالگی در این شهر سکونت داشت و سپس به تهران مهاجرت کرد. وی از اولین فارغ‌التحصیلان مدرسه آرتیستی سینما بود که توسط آوانس اوگانیانس تأسیس و اداره می‌شد و اوگانیانس برای ساخت فیلم خود تماماً از دانش آموختگان همین مدرسه استفاده کرد.
حبیب‌الله خان مراد، اولین تجربه بازیگری خود را با ایفای نقش ماندگار و به یادماندنی حاجی آقا در فیلم حاجی آقا آکتور سینما در سال ۱۳۱۲ آغاز نمود. وی که در استخدام اداره دارایی بود در کنار کار خود همچنان به بازیگری ادامه داد و در سال‌های بعد در فیلم‌های: مستی عشق (۱۳۳۰)، مادر (۱۳۳۱)، بیژن و منیژه (فیلم) (۱۳۳۷)، دوقلوها (۱۳۳۸) نقش آفرینی کرد. وی همچنین در سال ۱۳۳۵ به ایفای نقشی کوتاه در فیلم شب‌نشینی در جهنم پرداخت و در این فیلم حضوری افتخاری داشت.
دوسال بعد با توجه به قد بلند و جثه درشت و تنومندی که داشت توسط منوچهر زمانی کارگردان فیلم بیژن و منیژه برای بازی در این فیلم انتخاب و در کنار ژاله علو، ایلوش خوشابه و حسین محسنی ایفای نقش نمود. نویسنده فیلم سیامک یاسمی و تهیه‌کننده آن اسماعیل کوشان بود. واپسین تجربه نقش آفرینی وی مربوط است به بازی در فیلم زبون بسته (۱۳۴۴)، که آخرین حضور وی بر پرده سینما بود. 
وی نسخه ای از فیلم حاجی آقا آکتور سینما را برای ترمیم و بازسازی در اختیار جمال امید قرار داد و اگر کار ارزشمند وی نبود چه بسا تنها فیلم صامت بازمانده سینمای ایران نیز امروزه در دست قرار نمی‌گرفت و مانند دیگر فیلم‌های این دوران در گذر زمان نایاب گردیده یا از بین می‌رفت. حبیب‌الله خان همچنین در سال ۱۳۴۹ در «مستند سینمای ایران؛ از مشروطیت تا سپنتا» به کارگردانی محمد تهامی نژاد حضور یافت و در مواجهه با گذشته روایتگر لحظاتی از زندگی خود و داستان ساخت فیلم حاجی آقا آکتور سینما شد. او در این مستند صحنه‌هایی از فیلم را بازسازی کرد و پس از ۳۷ سال مجدداً دقایقی در نقش حاجی آقا ظاهر شد. حبیب‌الله خان مراد سرانجام در ۱۳ خرداد ۱۳۵۷ درگذشت و در امامزاده عبدالله شهرری و در مقبره خانوادگی خاندان مراد به خاک سپرده شد.

## سینماداری
حبیب‌الله مراد در سال ۱۳۳۲ شروع به ساختن سینما مراد واقع در میدان امام حسین تهران (فوزیه سابق) کرد. سینما مراد در سال ۱۳۳۴ فعالیت خود را رسماً آغاز کرد. این سینما پس از حبیب‌الله مراد نیز با مدیریت برادر وی فعال ماند و تا سال ۱۳۸۳ همچنان به کار خود ادامه داد. با این وجود در سال ۱۳۸۳ با نمایش آخرین فیلم خود یعنی مهمان مامان به کار خود پایان داد و به دستور شهرداری تهران تخریب شد. 
حبیب‌الله مراد قبل از این نیز در اداره کردن سینماتوگراف فروهر اولین سینما در شهر کرمانشاه کرمانشاه به مالک این سینما یعنی سید ابوالقاسم مانی مشورت و راهنمایی می‌داد. مانی که سینما را در سال ۱۳۱۵ از فردی به نام مصورالدوله خریده‌بود، توانست با کمک‌های حبیب‌الله مراد برای مدتی به فعالیت سینما فروهر در کرمانشاه تداوم ببخشد. با این وجود مدت مدیریت مانی و همکاری این دو چندان طولانی نبود و سینما فروهر در همان سال ۱۳۱۵ تعطیل شد.